# Хохуля
Хохуля (Desmana) — рід ссавців із родини кротових (Talpidae). Містить один сучасний вид (хохуля руська) й кілька викопних. Викопні види відомі з різних місцевостей Євразії. Найдавнішим видом є Desmana marci з початку пліоцену Іспанії. Ймовірно, він походить від ранніх кротів з роду Archaeodesmana. D. marci, ймовірно, породив D. verestchagini, який, можливо, дав початок молодшим видам.
В Україні єдина популяція хохулі руської залишилася в Сеймі на Сумщині та у двох його притоках. У 2009 році вчені припускали, що на Сеймі та його притоках залишалося близько 300–500 хохуль. Проте ґрунтовних досліджень сеймської популяції хохуль не проводили. “Інформація, яка в нас є по Сейму, — це реєстрації знахідок: люди просто розказують, що їм на очі потрапляла ця тваринка. Є фотографії хохулі в притоці Сейму, річці Вир — там точно була невеличка популяція”, — говорить  науковий співробітник Регіонального ландшафтного парку «Сеймський» Олександр Ємець.
Сам Олександр зустрів хохулю в річці Клевень. Це сталося поблизу села Литвиновичі Конотопського району 6 серпня 2018-го. Схоже, це був останній зафіксований випадок, коли в Україні бачили хохулю. До кінця бойових дій на Сумщині говорити про збереження хохулі рано.
Назва хохуля є праслов'янською, яка найімовірніше пов'язана з дієсловом хохулити — «зникати, ховатися»; припускався також зв'язок з хух — «дух, запах», у такому разі хохуля первісно означало «тварина з поганим запахом».